# Baschtschelak-Kamm
Der Baschtschelak-Kamm (russisch Бащелакский хребет) erstreckt sich über die Region Altai und die Republik Altai (Russland) im Nordwesten des Altaigebirges.
Der Gebirgszug liegt zwischen den Flusstälern von Tscharysch (im Südwesten) und Anui (im Nordosten). Er hat eine Länge von 120 km (in NW-SO-Richtung) und eine maximale Höhe von 2421 m. Das Gebirge besteht aus Graniten und kristallinen Schiefern. In niedrigeren Lagen im Nordwestteil des Gebirgszugs kommt Waldsteppe vor. Im Norden und Nordosten dominiert eine Blaufichten-Taiga, während im südlichen Gebirgsteil Lärchenwälder vorherrschen. Über 2000 m Höhe findet sich die Subalpine Vegetationszone sowie Bergtundra.